# Union polonaise de la plasturgie
L’Union polonaise de la plasturgie (en polonais : Polski Związek Przetwórców Tworzyw Sztucznych ou PZPTS) est une organisation des transformateurs du plastique situés en Pologne, dont le but est de promouvoir cette industrie et les activités environnementales. 

## Histoire
L’« association polonaise de la plasturgie » (en polonais : Polskie Stowarzyszenie Przetwórców Tworzyw Sztucznych ou PSPTS) a été fondée en 1992 comme une organisation des transformateurs du plastique opérant sur le marché polonais. 
En 2006 la PSPTS a accédé à l'Association européenne de la plasturgie (EuPC) qui représente les transformateurs de matières plastiques au niveau de l'Union Européenne.
En 2009 la PSPTS a été transformée en association patronale : l’« Union polonaise de la plasturgie » qui a adhéré à la plus grande organisation patronale polonaise : la « Konfederacja Lewiatan (pl) » (Confédération Lewiatan).

## Organisation
Les organes de l'union sont l’Assemblée des membres, le Conseil de surveillance et le Conseil d'administration. L'union a aussi un organe consultatif : le Comité d'experts.
Les membres de la PZPTS peuvent être des employeurs de la plasturgie opérant sur le territoire de la République de Pologne ou des employeurs liés de façon indirecte à l’industrie de transformation du plastique.  

## Activité
Le principal objectif  de l'Association est celui de protéger les droits et à représenter les intérêts des employeurs, membres de la PZPTS, par voie de consultations des projets de réglementations, d'actions d'information aux membres, de diffusion des connaissances sur les matières plastiques, de création de l'image de cette industrie, ainsi que de promotion des comportements et des initiatives écologiques,,.
En outre, l'Association organise des réunions annuelles des transformateurs de matières plastiques. L'Association a aussi sa revue trimestrielle « Tworzywa » (Matières plastiques).
L'Association est président d’honneur du Salon de transformation de matières plastiques et caoutchouc Plastpol (pl) organisé chaque année à Kielce et de la Foire Kompozyt-Expo à Cracovie.
À partir de 2015, l'Association est fondateur du prix pour les meilleures mémoires universitaires et thèses de doctorat dans le domaine de la transformation de matières plastiques.